# 소원 (바람)

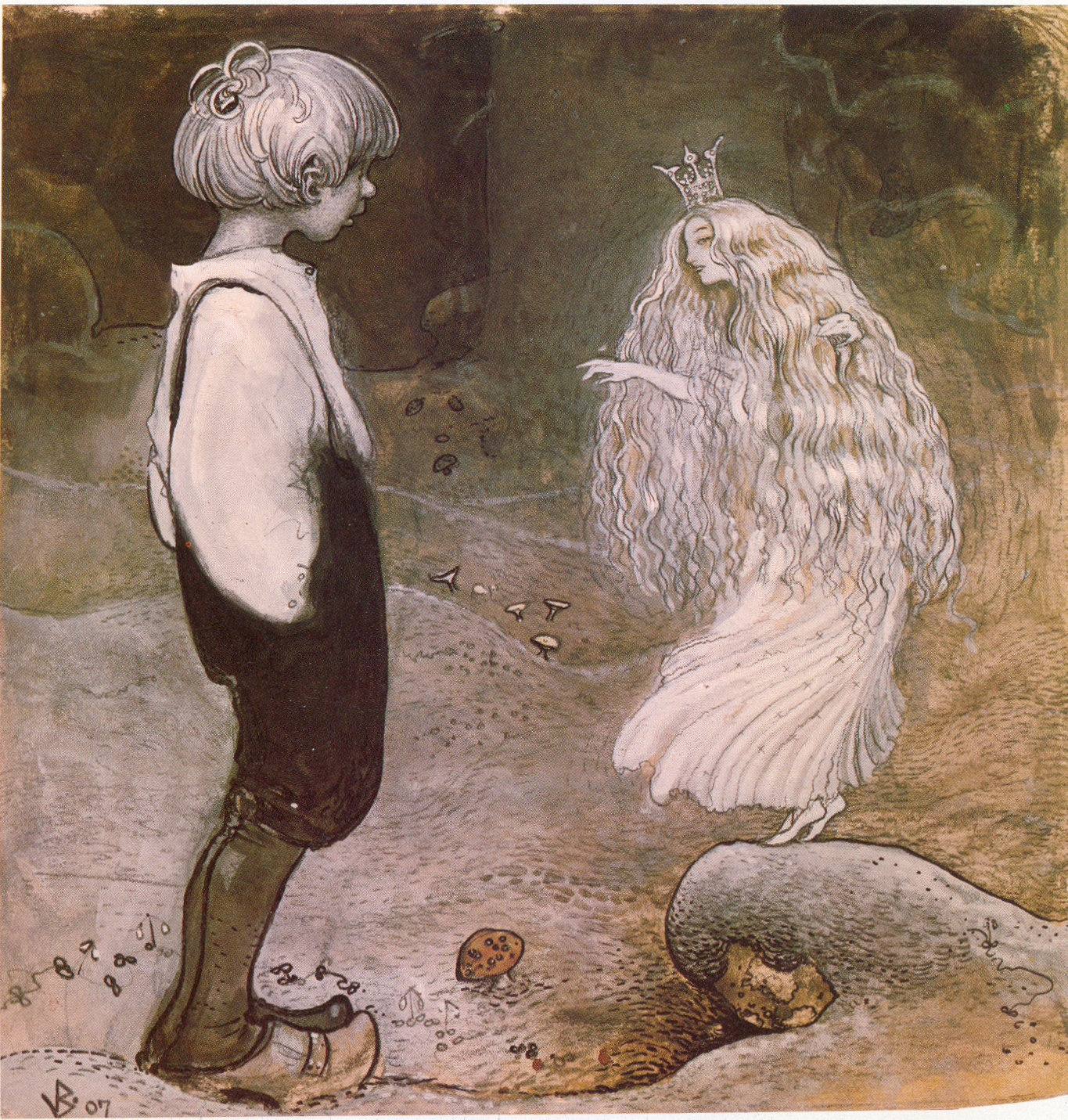
소원을 전하는 요정, 존 바우어가 알프레드 스메드버그의 일곱 가지 소원에 그린 그림

소원은 어떤 것에 대한 희망이나 욕구이다. 소설에서는 소원이 플롯 장치로 사용될 수 있다. 민속에서는 '소원을 빌다' 또는 소원이 '성취된다'는 식으로 사용되는 주제이다.

## 사회학
여러 문화권에서는 생일 케이크의 촛불을 끄고, 기도하고, 밤에 유성체를 보고, 소원이 담긴 우물이나 분수에 동전을 던지고, 요리한 칠면조의 차골(wishbone)을 부수고, 불고, 소원을 들어주는 풍습이 있다. 민들레를 달기도 하고, 리본이나 천등에 소원을 적기도 한다. 많은 사람들은 그러한 소원이 다른 사람들에게 비밀로 유지되어야만 이루어질 수 있다고 믿는다. 반면에, 다른 사람에게 말해야만 소원이 이루어진다고 믿는 사람들도 있다.

## 같이 보기
- 메이크어위시 재단
- 위시 어폰